# Український дипломатичний корпус

Герб України

Украї́нський дипломати́чний ко́рпус — сукупність офіційних державних дипломатичних установ і підрозділів держави, її дипломатичних місій та представництв за кордоном, спеціалізованих навчальних закладів і службових архівів, сучасних і колишніх керівників та відповідальних працівників дипломатичних установ України на території держави та за її межами, громадських організацій дипломатичних працівників.

## Дипломатичні установи України

### Період УРСР
- Наркомат закордонних справ Української РСР
- Міністерство закордонних справ Української РСР

### Сучасна Україна
Установи, які є окремою юридичною особою:
- Міністерство закордонних справ України

Логотип

Міністр — Кулеба Дмитро Іванович, який має дипломатичний ранг Надзвичайного і Повноважного посла.
- Генеральна дирекція з обслуговування іноземних представництв Державного управління справами

Керівником генеральної дирекції є — Кривонос Павло Олександрович, який має дипломатичний ранг Надзвичайного і Повноважного посланника I класу.
Підрозділи, які не є окремою юридичною особою:
- Служба Державного Протоколу та Церемоніалу

Керівник департаменту — Мельник Ярослав Володимирович, який має дипломатичний ранг Надзвичайного і Повноважного посла.
- Управління забезпечення міжпарламентських зв'язків Апарату Верховної Ради України

Керівник управління — Третяк Кирило Олегович [Архівовано 9 березня 2016 у Wayback Machine.]. Має дипломатичний ранг Надзвичайного і Повноважного посланника 2 класу.
- Департамент у справах міжнародного співробітництва та протоколу Секретаріату Кабінету Міністрів України

Дивись також:
- Міністр закордонних справ України
- Список міністрів закордонних справ України
- Список заступників Міністра закордонних справ України

## Представництва МЗС України в регіонах України
- Представництво МЗС України в Ужгороді (1992—2010) (Туряниця Степан Михайлович[1], Буркало Володимир Юрійович, Гороховська Галина Романівна[2], Дзихор Михайло Михайлович)
- Представництво МЗС України в Одесі (1994) (Ржепішевський Костянтин Іванович[3])
- Представництво МЗС України в Сімферополі (1998) (Ржепішевський Костянтин Іванович)
- Представництво МЗС України у Львові (2001) (Войнаровський Вячеслав Анатолійович)
- Представництво МЗС України у Донецьку (2003—2010) (Лазаренко Максим Олександрович,Кузічкін Валентин Євгенович, Нестерук Петро Адамович)[4]
- Представництво МЗС України у Харкові (2008—2010[5]) (Князєв Павло Вікторович)

## Дипломатичні місії України
- Список дипломатичних місій України
- Дипломатичний корпус УНР
- Міжнародні відносини України
- Членство України в міжнародних організаціях

## Дипломатичні рангив Україні
Пункт 2 статті 24 Закону України «Про дипломатичну службу» встановлює такі дипломатичні ранги:
- Надзвичайний і повноважний Посол
- Надзвичайний і Повноважний Посланник першого класу
- Надзвичайний і Повноважний Посланник другого класу
- радник першого класу
- радник другого класу
- перший секретар
- другий секретар
- третій секретар
- третій секретар
- аташе

## Дипломати України
- Надзвичайні і Повноважні Посли України в країнах Європи
- Надзвичайні і Повноважні Посли України в країнах Азії
- Надзвичайні і Повноважні Посли України в країнах Африки
- Надзвичайні і Повноважні посли України в країнах Австралії та Океанії
- Надзвичайні і Повноважні Посли України в країнах Північної Америки
- Надзвичайні і Повноважні Посли України в країнах Південної Америки
- Представники України в міжнародних організаціях
- Постійні представники України в Організації Об'єднаних Націй
- Кіт Амбасадор

## Дипломатичні організації України
- Спілка дипломатів України
- Українське товариство дружби і культурного зв'язку з зарубіжними країнами
- Наукове товариство історії дипломатії та міжнародних відносин («Scientific Society of Diplomacy and International Relations»)[7]
- Міжнародна Дипломатична Місія Народної Дипломатії «Європейська Україна» (International Diplomatic Mission of People's Diplomacy

«European Ukraine»)

## Дипломатичні вищі навчальні заклади України
- Навчально-науковий інститут міжнародних відносин Київського національного університету імені Тараса Шевченка
- Дипломатична академія України імені Геннадія Удовенка при Міністерстві закордонних справ
- Інститут зовнішньополітичних досліджень
- Близькосхідний інститут
- Інститут зовнішніх зносин

## Дипломатичні архіви України
- Галузевий державний архів Міністерства закордонних справ України

## Українські дипломати в міжнародних організаціях
- Доценко Марія Ростиславівна, ОБСЄ, ООН
- Яцюк Вячеслав Вікторович, ОБСЄ
- Овсюк Олександр Михайлович, Управління Верховного комісара ООН з прав людини в Женеві.
- Сапожников Валентин Іванович, спеціальний помічник директора департаменту з юридичних питань Секретаріату ООН
- Кислиця Сергій Олегович[11], Голова Комісії Ради Європи з питань рівності жінок та чоловіків, Представник України у Виконавчій раді ЮНЕСКО.
- Ільющенко Іван Арсенійович, директор департаменту Секретаріату Європейської Економічної Комісії в Женеві. Працював в цій міжнародній організації за квотою Української РСР.

## Українські радянські дипломати
- Раковський Християн Георгійович
- Калюжний Наум Михайлович
- Шумський Олександр Якович
- Квірінг Еммануїл Йонович
- Ауссем Володимир Християнович
- Терлецький Євген Петрович
- Хургін Ісай Якович
- Довженко Олександр Петрович
- Коцюбинський Юрій Михайлович
- Полоз Михайло Миколайович
- Воровський Вацлав Вацлавович
- Красін Леонід Борисович
- Золотарьов Олександр Йосипович
- Канарський Сергій Михайлович
- Дятлів Петро Юрійович
- Сіяк Іван Михайлович
- Любченко Микола Петрович
- Полоцький Олександр Аркадійович
- Богомолов Дмитро Васильович
- Новаковський Юда Соломонович
- Ломовський Матвій Михайлович
- Брон Саул Григорович
- Величко Лев Ісайович
- Торговець Віктор Давидович
- Левицький Михайло Васильович
- Файнштейн Абрам Самійлович
- Бувайлик Галій Юхимович[12]
- Степанов Віталій Пантелеймонович
- Лапицький Володимир Тимофійович
- С. Я. Дерев'янський
- М. Руденко
- В. Успенський
- Т. Е. Дук
- В. І. Яковлєв
- К. М. Артамонов

## Дипломати часів Гетьманщини

### Дипломати Гетьмана Богдана Хмельницького
- Іван Ковалевський
- Роман Каторжний
- Лаврін Капуста
- Іван Нечай
- Тиміш Носач
- Федір Вешняк
- Филон Джалалій
- Дем'ян Лисовець
- Іван Гиря
- Максим Нестеренко
- Іван Золотаренко

### Дипломати Гетьмана Івана Мазепи
- Семен Гродський
- Петро Іваненко (Петрик)
- Михайло Зеленський
- Іван Биховець
- Григорій Новицький
- Федір Нахимовський
- Василь Велецький
- Іван Лисиця
- Тимофій Згура
- Юрій Харевич
- Петро Волошин
- Іраклій Русинович
- Олександр Івановський
- Яків Глухівець
- Роман Висоцький
- Данило Болбот
- Іван Бистрицький[13]

### Дипломати Гетьмана Пилипа Орлика
- Горленко Дмитро Лазаревич

### Дипломати Гетьмана Михайла Ханенка
- Семен Богаченко

## Періодичні видання
- Україна дипломатична[14]
- Зовнішні справи[15]

## Дипломатичний корпус в Україні
- Список міністрів закордонних справ країн світу
- Список дипломатичних місій в Україні
- Надзвичайні і Повноважні Посли країн Європи в Україні
- Надзвичайні і Повноважні Посли країн Азії в Україні
- Надзвичайні і Повноважні Посли країн Африки в Україні
- Надзвичайні і Повноважні Посли країн Австралії та Океанії в Україні
- Надзвичайні і Повноважні Посли країн Північної Америки в Україні
- Надзвичайні і Повноважні Посли країн Південної Америки в Україні
- Представники міжнародних організацій в Україні
- Представництво Європейського Союзу в Україні
- Посли Європейського Союзу
- Список дипломатичних місій Європейського Союзу
- Список кодів країн дипломатичних номерних знаків України
- Дипломатичне представництво
- Іноземні консульства в Україні до 1991 року